# RTCM
Radio Technical Commission for Maritime Services (RTCM — Радиотехническая комиссия морских сервисов) — международная некоммерческая организация, занимающаяся стандартизацией радиотехнических средств морской навигации, связи и родственных технологий. Основана в США в 1947 году. Расположена в Вашингтоне (округ Колумбия).
Членами RTCM являются государственные и негосударственные организации.
Некоторые стандарты, разработанные RTCM, используются не только морскими, но также и наземными и воздушными потребителями.

## Специальные комитеты
Действующие специальные комитеты (Special Committee, SC) RTCM:
- SC 101 — Digital Selective Calling (DSC)
- Объединённый специальный комитет 101/110 — портативные VHF-рации, оснащенные GPS
- SC 104 — передача поправок систем дифференциальной коррекции для глобальных навигационных спутниковых систем Differential Global Navigation Satellite Systems (DGNSS). Стандарты данного комитета часто применяются для дифференциальной системы GPS и Real Time Kinematic (геодезия).

- SC 109 — Electronic Charts
- SC 110 — Аварийные радиобуи (EPIRB и PLB)
- SC 117 — Интерференция морских систем связи в диапазоне VHF
- SC 119 — Maritime Survivor Locator Devices
- SC 121 — Automatic Identification Systems (AIS) и digital Messaging
- SC 123 — Служба передачи коротких цифровых сообщений VHF-FM
- SC 127 — Enhanced Loran (eLoran)
- SC 128 — Satellite Emergency Notification Device (SEND)